# Egelwegslak
De egelwegslak (Arion intermedius) is een slakkensoort uit de familie van de wegslakken (Arionidae). De wetenschappelijke naam van de soort werd in 1852 gepubliceerd door N.A.J. Normand.

## Beschrijving

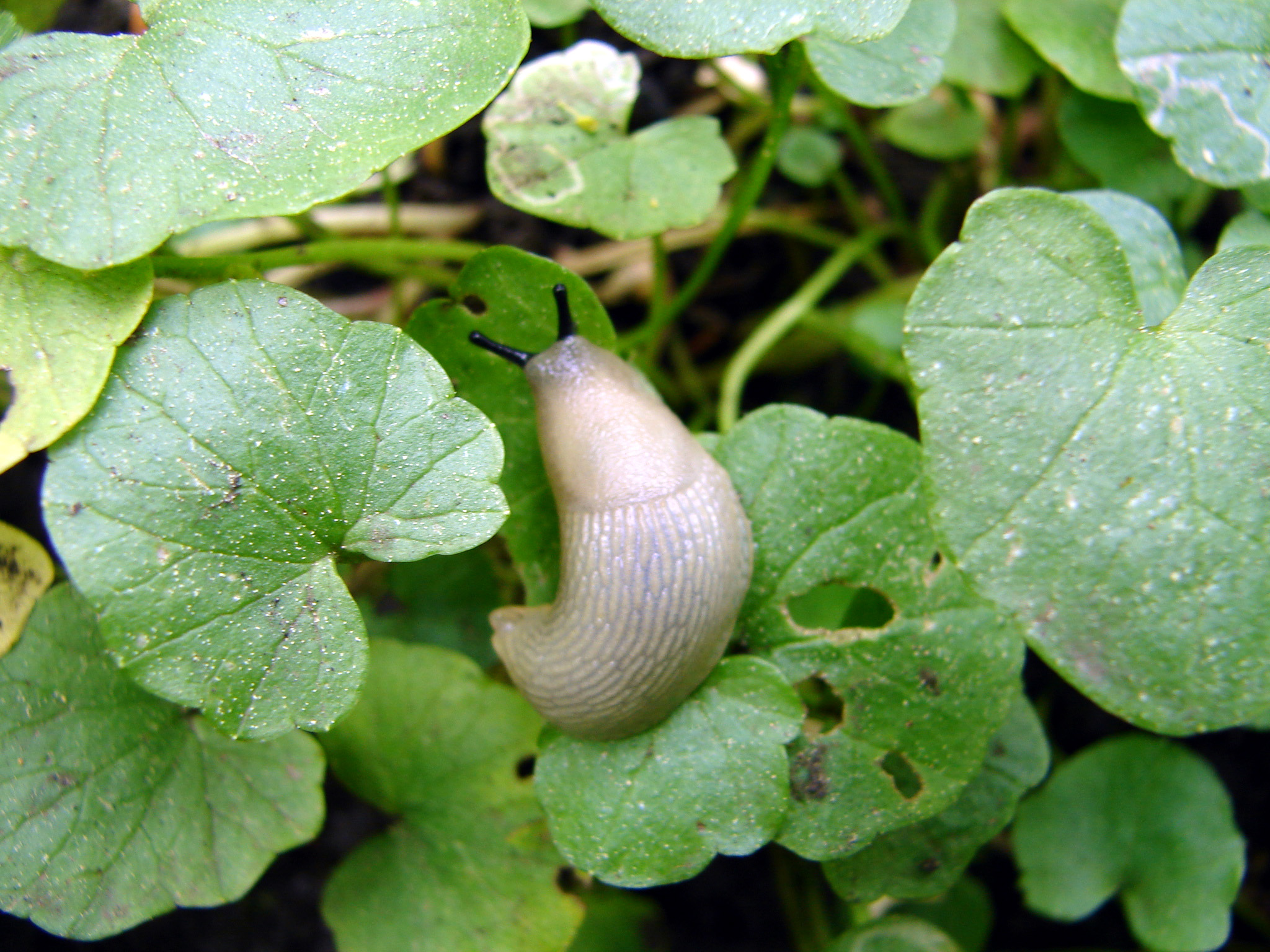

De naaktslak is roomwit tot grijsachtig geel of olijfbruin. In uitzonderlijke gevallen heeft hij een grijze kleur. De kop met tasters is meestal donkerder van kleur. De voetzool is geelachtig tot oranje. Verschillende kleurvormen kunnen samen leven. De schelp is klein en stevig en heeft een bolle bovenzijde en een platte onderzijde. Het slijm is bleekgeel. Het lichaamsoppervlak heeft een korrelig uiterlijk door grillige kegelige huidtuberkels. Deze vallen vooral op als het dier zich als een egel samentrekt. Op de rug bevindt zich geen kiel. De ademopening bevindt zich aan de rechterzijde vóór het midden van het rugschild. 

## Verspreiding
Het verspreidingsgebied van de kleine naaktslak strekt zich uit van IJsland, de Faeröer en Noorwegen (tot 65 °) over West- en Midden-Europa tot Noord-Portugal en Sicilië. In Centraal-Europa is het wijdverbreid, maar relatief zeldzaam. Het is daarentegen algemeen op de Britse eilanden. De oostgrens van het verspreidingsgebied loopt in het westen van Polen en Tsjechië. Net als tal van andere Europese naaktslaksoorten, is de kleine naaktslak geïntroduceerd in de gematigde streken van andere delen van de wereld. In Zwitserland komt de soort voor tot op 900 m boven zeeniveau.

## Leefgebied
De egelwegslak leeft het liefst in bossen, ook aan oevers van meren, struiken, hagen, in tuinen, parken en weilanden en leeft onder bladeren, mos, stenen en dood hout. In Engeland werd hij ook aangetroffen in open biotopen (weilanden) waar hij tussen de grassen leeft.